# Лесенцин
Лесенцин (пол. Lesięcin, нім. Lessenthin) — село в Польщі, у гміні Венґожино Лобезького повіту Західнопоморського воєводства.
Населення — 217 осіб (2011).
У 1975-1998 роках село належало до Щецинського воєводства.

## Демографія
Демографічна структура станом на 31 березня 2011 року:
|          | Загалом | Допрацездатний вік | Працездатний вік | Постпрацездатний вік |
| -------- | ------- | ------------------ | ---------------- | -------------------- |
| Чоловіки | 115     | 26                 | 83               | 6                    |
| Жінки    | 102     | 22                 | 57               | 23                   |
| Разом    | 217     | 48                 | 140              | 29                   |